# Майстер і Маргарита (телесеріал, 2005)
«Ма́йстер і Маргари́та» — російський багатосерійний фільм Володимира Бортка за однойменним романом Михайла Булгакова.
Прем'єрний показ перших двох серій відбувся 18 грудня 2005 року на українському телеканалі «Інтер» і 19 грудня 2005 року на російському телеканалі «Россия».

## Знімальна група
- Оператор-постановник: Валерій Мюльгаут
- Художники-постановники: Володимир Свєтозаров, Марина Ніколаєва
- Художник по костюмах: Надія Васильєва
- Художники по гриму: Ірина Васильєва, Вадим Халаїмов
- Постановник візуальних ефектів: Олег Кондратьєв
- Композитор: Ігор Корнелюк
- Звукорежисер: Михайло Вікторов
- Режисер монтажу: Леда Семенова
- Директори картини: Валентина Братцева, Марина Савчук
- Продюсер, автор сценарію та режисер-постановник: Володимир Бортко
- Продюсери телеканалу «Росія»: Антон Златопольський, Валерій Тодоровський
- Продюсер кінокомпанії «Централ Партнершип»: Рубен Дишдишян

## У ролях
- Олександр Абдулов — Коров'єв-Фагот, демон із почту Воланда
- Олександр Адабаш'ян — Михайло Берліоз, голова правління МАССОЛІТу
- Олег Басілашвілі — Воланд
- Олександр Баширов — кіт Бегемот, демон із почту Воланда (озвучує Семен Фурман)
- Сергій Безруков — Єшуа Га-Ноцрі з Гамали, бродячий філософ
- Георгій Штиль — Андрій Фокович Соків, буфетник «Вар'єте»
- Микола Буров — Арчибальд Арчибальдович, шеф-кухар Грибоєдівського ресторану
- Олександр Галибін — Майстер
- Владислав Галкін — Іван Миколайович Понирєв, поет, псевдонім Бездомний
- Валентин Гафт — Йосиф Каїфа, першосвященик юдейський; Людина у френчі
- Валерій Золотухін — Ніканор Іванович Босий, голова житлового товариства будинку 302-біс вулицею Садовою
- Роман Карцев — Максиміліан Андрійович Поплавський, дядько Берліоза
- Анна Ковальчук — Маргарита
- Кирило Лавров — Понтій Пілат, вершник, прокуратор Юдеї
- Станіслав Ландграф — Латунський, літературний критик
- Любомирас Лауцявічюс — Афраній, начальник таємної варти прокуратора Юдеї
- Вадим Лобанов — Микола Іванович, сусід по будинку Маргарити
- Дмитро Нагієв — барон Майгель; Юда з Кіріафа
- Ксенія Назарова — Наташа, домробітниця Маргарити
- Ілля Олейников — Григорій Данилович Римський, фінансовий директор «Вар'єте»
- Олександр Панкратов-Чорний — Степан Богданович Лиходєєв, директор «Вар'єте»
- Валентин Смирнитський — Аркадій Аполлонович Семплеяров, голова акустичної комісії
- Віктор Смирнов — Прохор Петрович, голова видовищної комісії
- Наталія Суркова — Анна Річардівна, секретар Прохора Петровича
- Василь Ліванов — Олександр Миколайович Стравінський, професор, лікар психіатричної клініки
- Семен Стругачов — Левій Матвій, збирач податей, учень Єшуа
- Володимир Толоконніков — Василь Степанович Ласточкін, бухгалтер «Вар'єте»
- Геннадій Богачов — Алоїзій Могарич, приятель Майстра
- Андрій Ургант — Жорж Бенгальський, конферансьє «Вар'єте»
- Ніна Усатова — Настасья Луківна Непременова, письменниця, псевдонім Штурман Жорж
- Олександр Філіппенко — Азазелло, демон із почту Воланда
- Олександр Чабан — Слідчий
- Андрій Шарков — Іван Савелійович Варенуха, адміністратор «Вар'єте»
- Таня Ю — Гелла, відьма, служниця Воланда

## Технічна інформація
- Виробництво студії «2-Б-2 Інтертеймент» за участі Федерального агентства з культури та кінематографії РФ на замовлення телеканалу «Росія» та кінокомпанії «Централ Партнершип».
- Художній телевізійний фільм, кольоровий.
- Серіал складається з десяти серій. + «Майстер і Маргарита: Напередодні» (9 хв.) + «Майстер і Маргарита: Загадки».
- Обмеження за віком: дітям до 12 років перегляд дозволений у супроводі батьків.
- Прокатне посвідчення №211133505 від 14.12.2005
- Перший показ по центральному ТБ: 19 грудня 2005 року
- Видання на DVD: 4 DVD, звук 5.0 DTS, PAL, 5-та зона, без субтитрів, видавець: «CP Digital» січень 2006р.; 2 DVD, звук 2.0 DTS, PAL, 5-та зона, без субтитрів, видавець: «CP Digital» лютий 2006р.